# Astragalus thlaspi
Astragalus thlaspi är en ärtväxtart som beskrevs av Vladimir Ippolitovich Lipsky. Astragalus thlaspi ingår i släktet vedlar, och familjen ärtväxter. Inga underarter finns listade i Catalogue of Life.